# Christian Müller (Eishockeyspieler)
Christian Müller (* 12. März 1984 in Ratingen) ist ein ehemaliger deutscher Eishockey- und Inlinehockeyspieler, der über viele Jahre für den EV Duisburg, Herner EV und die Ratinger Ice Aliens in der Eishockey-Oberliga respektive Eishockey-Regionalliga aktiv war. Parallel spielte er für die DEG Rhein Rollers in der IHD-Bundesliga, zudem war er lange Zeit der Trainer der Bundesligamannschaft sowie der sportliche Leiter der DEG Rhein Rollers.
Zwischen 2011 und 2016 war er Bundestrainer der deutschen Inlinehockey-Nationalmannschaft (DRIV). Seit 2016 ist er Nationaltrainer der iranischen Inlinehockey-Nationalmannschaft sowie seit Ende 2016 Nationaltrainer der iranischen Eishockeynationalmannschaft.

## Karriere
Ab 2006 war er DRIV-Nationalspieler. Christian Müller musste seine Eishockey-Karriere nach einer Verletzung im Jahr 2011 beim EV Duisburg beenden.